# Lee Yun-yeol
Lee Yun-yeol, noto anche con lo pseudonimo di NaDa (Gumi, 20 novembre 1984), è un videogiocatore sudcoreano di StarCraft: Brood War e StarCraft II.
Soprannominato Genius Terran dai propri fan, è stato uno dei terran più titolati in Brood War, dove ha vinto 6 titoli maggiori tra il 2002 e il 2009, con inoltre la conquista di un Golden Mouse. Nel 2010 ha ufficializzato il proprio passaggio a Starcraft II, dove compete fino al giugno 2012.

## Biografia
NaDa esordisce nel 2001 sulla scena di Brood War, e subito nel 2002 si aggiudica il secondo, il terzo e il quarto KPGA Tour (il precursore dell'MSL). Nella prima vittoria sconfigge in finale Yellow per 3-2; nella seconda, batte Reach 3-0 e, nella terza, si aggiudica il trofeo con una vittoria per 3-2 su ChoJJa. 
Contemporaneamente all'ultimo KPGA Tour, Lee si fa strada nel Panasonic OSL che vince imponendosi in finale per 3-0 ancora su ChoJJa. NaDa diventa così il primo a vincere due titoli contemporaneamente, record che sarà eguagliato solo nel 2007 da Flash.
Nei tre MSL successivi, NaDa, sebbene non riesce a portare a casa una vittoria, si piazza secondo (perdendo da Nal_Ra), terzo ed ancora secondo (sconfitto da iloveoov).
A questo punto NaDa però rimane in secondo piano, oscurato dai successi di iloveoov, fino a quando nel 2005 riesce a vincere il secondo OSL, battendo il precedente vincitore JulyZerg. Dopo questa vittoria Lee entra in un periodo di insuccessi, fino a che, nel 2006, batte in finale Anytime per 3-2, conquistando così lo ShinHan OSL; grazie al terzo OSL vinto, si aggiudica (primo fra tutti) il Golden Mouse. Nell'OSL successivo riesce ancora ad arrivare in finale, perdendo però contro SaviOr.
Successivamente, NaDa non riesce a mantenere lo stesso livello di successo, pur avendo degli ottimi risultati in Proleague.
Nel 2010, NaDa decide di ritirarsi da Brood War, passando a Starcraft II, dove raggiunge le semifinale del GSL, prima di ritirarsi nel giugno del 2012.
Durante la sua carriera, Lee è restato inoltre nella top 30 del KeSPa Ranking per 87 mesi.

## Statistiche
|            | Vittorie | Sconfitte | %      |
| ---------- | -------- | --------- | ------ |
| vs Terran  | 178      | 116       | 60,54% |
| vs Zerg    | 278      | 163       | 63,04% |
| vs Protoss | 200      | 139       | 59,00% |
| Totale     | 656      | 418       | 61,08% |

## Risultati
- 2002 Vincitore del Reebok KPGA Tour 2nd League
- 2002 Vincitore del Pepsi Twist KPGA Tour 3rd League
- 2002 Vincitore del Baskin Robbins KPGA Tour 4th League
- 2003 Vincitore del Panasonic OSL
- 2003 Secondo allo STOUT MSL
- 2004 Secondo al HanaFOS CENGAME MSL
- 2004 Secondo all'YATGK MSL
- 2004/5 Vincitore dell'IOPS OSL
- 2006 Vincitore della ShinHan Bank OSL Season 2
- 2007 Secondo alla ShinHan Bank OSL Season 3